# Luis Felipe Monti
Luis Felipe Monti (15 de maig, 1901 – 9 de setembre, 1983) fou un futbolista argentí, posteriorment nacionalitzat italià, dels anys 20 i 30.
Fou finalista de la Copa del Món de Futbol de 1930, on perdé enfront Uruguai per 4 a 2 jugant amb Argentina i quatre anys més tard fou campió amb la selecció italiana, en derrotar Txecoslovàquia per 2 a 1.
La seva posició al camp era una barreja del que avui dia seria un defensa central i un cantrecampista defensiu. Era anomenat el "doble ample", per tot el terreny que cobria al camp.
A Argentina defensà els colors d'CA Huracán, Boca Juniors i San Lorenzo. La seva bona actuació al Mundial de l'Uruguai va fer que la Juventus de Torí el fitxés el 1931.

## Palmarès
Títols de club 
| Temporada | Equip       | Títol           |
| --------- | ----------- | --------------- |
| 1921      | CA Huracán  | Lliga argentina |
| 1923      | San Lorenzo | Lliga argentina |
| 1924      | San Lorenzo | Lliga argentina |
| 1927      | San Lorenzo | Lliga argentina |
| 1931-1932 | Juventus FC | Lliga italiana  |
| 1932-1933 | Juventus FC | Lliga italiana  |
| 1933-1934 | Juventus FC | Lliga italiana  |
| 1934-1935 | Juventus FC | Lliga italiana  |
| 1937-1938 | Juventus FC | Copa italiana   |

Títols de selecció 
| Temporada | Equip     | Títol                              |
| --------- | --------- | ---------------------------------- |
| 1927      | Argentina | Copa Amèrica de futbol             |
| 1928      | Argentina | Medalla d'argent als Jocs Olímpics |
| 1934      | Itàlia    | Copa del Món de futbol             |